# Condado de Jefferson (Arkansas)
El condado de Jefferson (en inglés, Jefferson County) es un condado del estado de Arkansas, Estados Unidos. Tiene una población estimada, a mediados de 2021, de 65 861 habitantes.
La sede del condado es Pine Bluff.

## Geografía
Según la Oficina del Censo, el condado tiene un área total de 2370 km², de la cual 2260 km² son tierra y 110 km² son agua.

### Condados adyacentes
- Condado de Pulaski (noroeste)
- Condado de Lonoke  (noreste)
- Condado de Arkansas (este)
- Condado de Lincoln (sureste)
- Condado de Cleveland (suroeste)
- Condado de Grant (oeste)

### Principales localidades
- Altheimer
- Humphrey (en su mayor parte)
- Pine Bluff
- Redfield
- Sherrill
- Wabbaseka
- White Hall

## Demografía
Según el censo de 2020, en ese momento había 67 260 habitantes en el condado. La densidad de población era de 30 hab./km².
| Raza                   | Núm.   | Porc.  |
| ---------------------- | ------ | ------ |
| Afroamericanos         | 37 835 | 56.25% |
| Blancos                | 25 478 | 37.88% |
| Amerindios             | 240    | 0.36%  |
| Asiáticos              | 673    | 1.00%  |
| Isleños del Pacífico   | 94     | 0.14%  |
| Otras razas            | 869    | 1.29%  |
| De una mezcla de razas | 2071   | 3.08%  |
| Total                  | 67 260 | 100%   |

Del total de la población, el 2.21% eran hispanos o latinos de cualquier raza.

## Principales carreteras
- Interestatal 530
- U.S. Highway 65
- U.S. Highway 79
- U.S. Highway 270
- U.S. Highway 425
- Carretera 15
- Carretera 31
- Carretera 46
- Carretera 58
- Carretera 81
- Carretera 88